# Dmitri Kozlovski
Dmitri Edoeardovitsj Kozlovski (Russisch: Дмитрий Эдуардович Козловский) (Sint-Petersburg, 23 december 1999) is een Russisch kunstschaatser die uitkomt als paarrijder. Kozlosvki schaatst sinds 2015 met Aleksandra Bojkova.

## Biografie
Kozlovski begon in 2004 met kunstschaatsen. Na als soloschaatser in de schaatsgroep van Aleksej Misjin te hebben getraind, stapte hij in juli 2015 over naar de paarrijdersgroep van Tamara Moskvina. Hij schaatste kort met een andere partner en werd in november 2015 gekoppeld aan Aleksandra Bojkova.
Het duo maakte in september 2016 het internationale debuut bij een Junior Grand Prix-wedstrijd in Rusland. Door goede resultaten kwalificeerden ze zich voor de Junior Grand Prix-finale, waar ze met een persoonlijk record de bronzen medaille wonnen. In februari 2017 bemachtigden ze de titel op het NK junioren en in maart 2017 wonnen ze de zilveren medaille op het WK junioren. Ze eindigden hiermee achter het Australische koppel Jekaterina Aleksandrovskaja / Harley Windsor.
De flitsende start werd het seizoen erop niet opgevolgd met goede resultaten, maar in 2018/19 herpakte het stel zich. Bojkova en Kozlovski wonnen brons op het NK voor senioren, brons op het EK en werden zesde op het WK. Het jaar erop werden ze zowel Russisch kampioen als Europees kampioen bij de paren.

## Persoonlijke records
Bojkova/Kozlovski
| records             | punten | datum      | toernooi |
| ------------------- | ------ | ---------- | -------- |
| Hoogste totaalscore | 210.30 | 21-03-2019 | WK       |
| Hoogste korte kür   | 072.58 | 23-01-2019 | EK       |
| Hoogste vrije kür   | 140.31 | 21-03-2019 | WK       |

## Belangrijke resultaten
| Kampioenschap                                     | 16/17  | 17/18 | 18/19         | 19/20         | 20/21         |
| ------------------------------------------------- | ------ | ----- | ------------- | ------------- | ------------- |
| Wereldkampioenschap                               |        |       | 6e            | *             | Brons         |
| Europees kampioenschap                            |        |       | Brons         | Goud          | *             |
| Grand Prix-finale                                 |        |       |               | 4e            |               |
| Nationaal kampioenschap                           | 6e     | 5e    | Brons         | Goud          | Zilver        |
| WK junioren                                       | Zilver |       | geen deelname | geen deelname | geen deelname |
| Junior Grand Prix-finale                          | Brons  | 5e    | geen deelname | geen deelname | geen deelname |
| NK junioren                                       | Goud   | 4e    | geen deelname | geen deelname | geen deelname |
| * Afgelast naar aanleiding van de coronapandemie. |        |       |               |               |               |